# Tenkaichi Budokai
Le Tenkaichi Budokai (天下一武道会, Tenkaichi Budōkai, litt. « Championnat du monde des arts martiaux »), et d'autres variantes de cette appellation dans la série télévisée et les éditions antérieures du manga, est une compétition qui a lieu à plusieurs reprises dans le manga Dragon Ball.

## Déroulement et règles du Tenkaichi Budokai

### Règle de la première édition montrée dans l'histoire
Le Tenkaichi Budokai accepte initialement un nombre illimité de participants (dépassant généralement la centaine), qui doivent participer aux éliminatoires dans un espace spécialement prévu pour cette première étape et inaccessible au public : la salle de compétition (également mentionnée comme « salle des épreuves »). Chaque inscrit tire un numéro au hasard, et doit monter sur l'un des petits rings disposés dans la salle lorsque son numéro est appelé. Le tirage au sort des numéros établit d'office une subdivision en quatre grands groupes, chaque groupe disposant de deux qualifiés pour le tournoi en lui-même. Les matchs de qualification sont limités à une minute. Les conditions amenant à la défaite sont les suivantes :
- Tomber de la surface de combat ;
- Perdre connaissance ;
- Dire « J’abandonne » ;
- Pleurer ;
- Tuer son adversaire ;
- Utiliser un accessoire, et notamment une arme ;
- Avoir moins de points que l'adversaire au moment où le temps imparti est écoulé.

Une fois les huit vainqueurs déterminés, ceux-ci gagnent accès au Tenkaichi Budokai en lui-même. Ce dernier se déroule en sept matchs, sur une surface de combat plus grande, à ciel ouvert et sous les yeux du public. Un nouveau tirage au sort est effectué pour répartir les participants sur l'arborescence des combats. Puis les matchs se déroulent un par un dans l'ordre déterminé, toujours en une seule manche et sans limite de temps cette fois. Les conditions amenant à la défaite sont les suivantes :
- Tomber de la surface de combat (est considéré comme du hors-ring le fait d'entrer en contact avec tout objet ou personne autre que le ring ou le mur de séparation quand il y en a un, y compris une autre personne, le banc du public, un bus…).
- Ne pas être apte à se relever au bout de dix secondes.
- Dire « J'abandonne ».
- Tuer son adversaire.
- Utiliser un accessoire, et notamment une arme.
- Crever les yeux de son adversaire.
- Porter des coups dans les parties sensibles.

Le premier match est précédé d'un discours par le directeur du temple des arts martiaux. Au cours des matchs, il est autorisé de communiquer avec les gens du public ou les autres participants, notamment pour recevoir des conseils. Les matchs peuvent être entrecoupés d'interview par l'arbitre (qui remplit également le rôle de commentateur). Si deux adversaires se mettent à terre en même temps, le décompte vaut pour les deux (« double knock down »). Si aucun combattant n'arrive à se relever avant la fin du décompte (« double knock out »), le vainqueur est celui qui parvient en premier à se relever et à dire « Ouais, c'est moi qui ai gagné ! » avec un grand sourire. Le vainqueur du Tenkaichi Budokai remporte 500 000 zénis, remis en liquide dans une enveloppe par l'arbitre immédiatement après la fin de la finale.

### Changements ultérieurs
À partir du 22e Tenkaichi Budokai, les règles de la salle de compétition sont légèrement revisitées : pleurer n'est plus déclaré comme éliminatoire et la limite de temps est supprimée. Les règles du Tenkaichi Budokai en lui-même restent vraisemblablement les mêmes.
Aucun changement notable dans le 23e Tenkaichi Budokai malgré des conditions de finale très spéciales (les règles habituelles étant néanmoins respectées jusqu'au bout).
Une grosse refonte a été décidée au moment du 25e Tenkaichi Budokai de par le fait que ce tournoi est devenu extrêmement populaire et que le budget associé a été multiplié (certains règlements ayant déjà été décidés à l'époque des quelques tournois précédents auxquels les héros n'ont pas participé). Cette hausse incroyable de popularité peut être en partie due à la célébrité de Mr Satan, révélé par ce tournoi et globalement considéré comme sauveur du monde depuis le Cell Game. Entre autres, les combattants ont par exemple accès à une salle des casiers pour se changer, à un service de restauration, l'enceinte compte beaucoup plus de lieux (dont une zone extérieure pour le tirage au sort), les tribunes ont une capacité largement supérieure et sont montées « en escalier » avec des places assises et la surface de combat a été largement agrandie.
Les moins de 15 ans disposent désormais de leur propre Tenkaichi Budokai, précédant celui des adultes. Quand bien même ils le souhaiteraient, il leur est impossible de participer dans la section adulte. Les règles sont les mêmes, mais les enfants ne passent pas d'éliminatoires et participent tous directement à leur Tenkaichi Budokai. Le vainqueur de la section enfant est récompensé par 10 millions de zénis, le second recevant 5 millions de zénis, des sommes explosives comparées aux vainqueurs des premiers tournois montrés au cours de l'histoire. Le vainqueur accède également à un match bonus contre le champion en titre de la section adulte. La section adulte commence trente minutes après la fin de la section enfant.
Côté adulte, les éliminatoires commencent avant le démarrage de la section enfant et continue pendant celle-ci. Il ne s'agit de matchs de qualification : chaque candidat frappe la Punch Machine, qui établit un score selon le calcul de la force déployée par une personne. Les plus gros scores déterminent les quinze participants (le champion en titre étant qualifié d'office comme seizième participant). Le tournoi est donc désormais composé de quinze matchs. Le tirage au sort a lieu dix minutes avant le début du Tenkaichi Budokai dans une zone privée (là encore, de par la hausse phénoménale du budget, les numéros ne sont plus inscrits sur des bouts de papier mais gravés sur des boules). Enfin, les matchs étant plus nombreux (seize participants au lieu de huit), une durée limitée à trente minutes est imposée pour chaque match. S'il n'y a aucun vainqueur une fois cette durée écoulée, c'est l'arbitre qui le désigne.

### Contournements et changements de règles en cours de tournoi
Quelques situations épineuses ont pu nécessiter discussion pour décider de la marche à suivre vis-à-vis de l'organisation initiale ou des règles originales du championnat.
- Lors du 21e Tenkaichi Budokai, Goku affronte Guilan. Prisonnier de sa gomme-tortillon et éjecté hors de la surface de combat, il n'a d'autre choix que de faire appel à Kinto-un (Nuage Magique en FR) pour le ramener sur le ring, or l'utilisation d'accessoire est interdite. Goku argumente alors que Guilan a utilisé ses ailes et sa gomme tortillon, qui font office d'accessoires. Il est alors déclaré que tout « accessoire » appartenant à la physionomie ou provenant du corps d'un combattant n'est pas considéré comme tel. Cela vaut pour les crachats de Bacterian, la gomme tortillon de Guilan, la queue de Goku ou toute forme de vague d'énergie, etc. De par l'hésitation légitime que peut inciter l'énoncé de la règle, les organisateurs décident de faire l'impasse sur l'usage du Kinto-un, mais une fois que Goku est clairement mis au courant de ce qui est défini comme un « accessoire » lors du Tenkaichi Budokai, il est déclaré qu'une nouvelle infraction du règlement ne serait pas pardonnée et lui vaudrait une disqualification immédiate comme prévu.
- Le Cell Game, bien que n'étant déjà pas un Tenkaichi Budokai ordinaire à la base, se voit modifier son règlement en plein cours par l'organisateur lui-même (Cell). Ce dernier décide soudainement, lors de son combat contre Goku, que la règle de disqualification en cas de sortie du ring ne lui convient pas et supprime celle-ci en même temps que la surface de combat.
- Lors du 25e Tenkaichi Budokai, de par le nombre affolant d'abandons simultanés dus aux événements entourant le tournoi, l'organisation initiale de la compétition devient impossible. Mr Satan use alors de son influence pour obliger les organisateurs à transformer la « finale » restante en « Battle Royale », les cinq derniers combattants s'affrontant tous en même temps et le vainqueur étant celui qui reste en dernier sur la surface de combat.

## Les éditions du Tenkaichi Budokai

### Tournois précédents
On sait que le Roi Chapa a été le gagnant d'un précédent tournoi de même que Ackman en a gagné deux précédents.

### 21etournoi
C'est le premier Tenkaichi Budokai auquel prennent part Son Goku et son condisciple Krilin, encore enfants. Ils y retrouvent Yamcha.
Yamcha et Krilin sont battus respectivement en quart et demi-finale par un mystérieux vieillard, Jackie Chun, qui est en fait Kamé Sennin, celui-ci s'étant déguisé afin de s'assurer que ses élèves ne remportent pas le tournoi trop jeunes, ce qui pourrait les rendre trop prétentieux. En finale, Goku s'incline également contre Jackie Chun, mais de justesse même si d'après le règlement ils sont à égalité par double KO.
|  | Quarts-de-finale | Quarts-de-finale |             |    | Demi-finales | Demi-finales |  |  | Finale | Finale |
|  | Quarts-de-finale | Quarts-de-finale |             |    | Demi-finales | Demi-finales |  |  | Finale | Finale |
|  |                  |                  |             |    |              |              |  |  |        |        |
|  |                  |                  |             |    |              |              |  |  |        |        |
|  |                  |                  |             |    |              |              |  |  |        |        |
|  | Bacterian        | ❌               |             |    |              |              |  |  |        |        |
|  | Bacterian        | ❌               |             |    |              |              |  |  |        |        |
|  | Krilin           | ✔️               |             |    |              |              |  |  |        |        |
|  | Krilin           | ✔️               | Krilin      | ❌ |              |              |  |  |        |        |
|  |                  |                  | Krilin      | ❌ |              |              |  |  |        |        |
|  |                  | Jackie Chun      | ✔️          |    |              |              |  |  |        |        |
|  | Jackie Chun      | Jackie Chun      | ✔️          | ✔️ |              |              |  |  |        |        |
|  | Jackie Chun      |                  |             | ✔️ |              |              |  |  |        |        |
|  | Yamcha           | ❌               |             |    |              |              |  |  |        |        |
|  | Yamcha           | ❌               | Jackie Chun | ✔️ |              |              |  |  |        |        |
|  |                  |                  | Jackie Chun | ✔️ |              |              |  |  |        |        |
|  |                  | Son Goku         | ❌          |    |              |              |  |  |        |        |
|  | Nam              | Son Goku         | ❌          | ✔️ |              |              |  |  |        |        |
|  | Nam              |                  |             | ✔️ |              |              |  |  |        |        |
|  | Lanfan           | ❌               |             |    |              |              |  |  |        |        |
|  | Lanfan           | ❌               | Nam         | ❌ |              |              |  |  |        |        |
|  |                  |                  | Nam         | ❌ |              |              |  |  |        |        |
|  |                  | Son Goku         | ✔️          |    |              |              |  |  |        |        |
|  | Son Goku         | Son Goku         | ✔️          | ✔️ |              |              |  |  |        |        |
|  | Son Goku         |                  |             | ✔️ |              |              |  |  |        |        |
|  | Guilan           | abandon          |             |    |              |              |  |  |        |        |
|  | Guilan           | abandon          |             |    |              |              |  |  |        |        |

### 22etournoi
Son Goku, Krilin, Yamcha et Jackie Chun participent à nouveau au Tenkaichi Budokai, mais parmi les autres concurrents figurent Ten Shin Han et Chaozu.
En quart de finale, Yamcha est grièvement blessé à la jambe par un cruel Ten Shin Han, tandis que Krilin se défait difficilement de Chaozu.
En demi-finale, Jackie Chun, incapable de prendre la mesure de Ten Shin Han, décide d'abandonner le combat. L'autre demi-finale oppose Son Goku et Krilin. Goku est cette fois bien supérieur à son condisciple et remporte le combat sans devoir trop puiser dans ses réserves. Mais en finale, l'élève de Kamé Sennin est à nouveau vaincu par malchance (en effet, après une lutte acharnée les deux adversaires chutent vers le sol, normalement Son Goku devait toucher terre après Ten Shin Han, toucher le sol signifiant sortir de la surface de combat et donc être éliminé, mais une voiture lui passe devant au mauvais moment et le jette au sol). Ten Shin Han s'excusera auprès de Yamcha et intégrera la bande d'amis avec Chaozu.
|  | Quarts-de-finale | Quarts-de-finale |              |    | Demi-finales | Demi-finales |  |  | Finale | Finale |
|  | Quarts-de-finale | Quarts-de-finale |              |    | Demi-finales | Demi-finales |  |  | Finale | Finale |
|  |                  |                  |              |    |              |              |  |  |        |        |
|  |                  |                  |              |    |              |              |  |  |        |        |
|  |                  |                  |              |    |              |              |  |  |        |        |
|  | Yamcha           | ❌               |              |    |              |              |  |  |        |        |
|  | Yamcha           | ❌               |              |    |              |              |  |  |        |        |
|  | Ten Shin Han     | ✔️               |              |    |              |              |  |  |        |        |
|  | Ten Shin Han     | ✔️               | Ten Shin Han | ✔️ |              |              |  |  |        |        |
|  |                  |                  | Ten Shin Han | ✔️ |              |              |  |  |        |        |
|  |                  | Jackie Chun      | abandon      |    |              |              |  |  |        |        |
|  | Homme Garou      | Jackie Chun      | abandon      | ❌ |              |              |  |  |        |        |
|  | Homme Garou      |                  |              | ❌ |              |              |  |  |        |        |
|  | Jackie Chun      | ✔️               |              |    |              |              |  |  |        |        |
|  | Jackie Chun      | ✔️               | Ten Shin Han | ✔️ |              |              |  |  |        |        |
|  |                  |                  | Ten Shin Han | ✔️ |              |              |  |  |        |        |
|  |                  | Son Goku         | ❌           |    |              |              |  |  |        |        |
|  | Chaozu           | Son Goku         | ❌           | ❌ |              |              |  |  |        |        |
|  | Chaozu           |                  |              | ❌ |              |              |  |  |        |        |
|  | Krilin           | ✔️               |              |    |              |              |  |  |        |        |
|  | Krilin           | ✔️               | Krilin       | ❌ |              |              |  |  |        |        |
|  |                  |                  | Krilin       | ❌ |              |              |  |  |        |        |
|  |                  | Son Goku         | ✔️           |    |              |              |  |  |        |        |
|  | Panputt          | Son Goku         | ✔️           | ❌ |              |              |  |  |        |        |
|  | Panputt          |                  |              | ❌ |              |              |  |  |        |        |
|  | Son Goku         | ✔️               |              |    |              |              |  |  |        |        |
|  | Son Goku         | ✔️               |              |    |              |              |  |  |        |        |

### 23etournoi
Son Goku, Krilin, Yamcha, Ten Shin Han et Chaozu participent encore à ce Tenkaichi Budokai. Yajirobé tente les éliminatoires, mais est éliminé par Shen.
Lors des quarts de finale, Ten Shin Han est confronté à Tao Pai Pai transformé en cyborg, et qui a battu Chaozu pendant les qualifications, mais il parvient à le vaincre facilement. Son Goku doit affronter Chichi, qu'il ne reconnait pas dans un premier temps, mais au terme d'une discussion tout au long du combat, ils décident de se marier. Krilin doit faire face à Daemon Junior, et ne peut rien contre lui, tandis que Yamcha est battu par Shen, qui est en fait le Tout-Puissant sous une apparence humaine.
Lors des demi-finales, Son Goku se montre cette fois-ci plus fort que Ten Shin Han et finit par remporter le combat. Le Tout-Puissant, qui voulait emprisonner Piccolo dans un flacon, se fait prendre à son propre piège et perd ainsi le combat.
En finale, Goku réussit à libérer le Tout-Puissant du flacon, puis, au terme d'un combat acharné, il sort vainqueur de ce championnat mais survit de peu. Après ce tournoi, Son Goku et ses amis n'y participeront plus jusqu'au 25e tournoi. De plus, à la suite des événements et dangers, les championnats seront stoppés pendant 15 ans jusqu'au Cell Game. C'est le seul des tournois auquel Son Goku a participé dont il a fini par être le vainqueur final.
|  | Quarts-de-finale | Quarts-de-finale |               |    | Demi-finales | Demi-finales |  |  | Finale | Finale |
|  | Quarts-de-finale | Quarts-de-finale |               |    | Demi-finales | Demi-finales |  |  | Finale | Finale |
|  |                  |                  |               |    |              |              |  |  |        |        |
|  |                  |                  |               |    |              |              |  |  |        |        |
|  |                  |                  |               |    |              |              |  |  |        |        |
|  | Tao Pai Pai      | ❌               |               |    |              |              |  |  |        |        |
|  | Tao Pai Pai      | ❌               |               |    |              |              |  |  |        |        |
|  | Ten Shin Han     | ✔️               |               |    |              |              |  |  |        |        |
|  | Ten Shin Han     | ✔️               | Ten Shin Han  | ❌ |              |              |  |  |        |        |
|  |                  |                  | Ten Shin Han  | ❌ |              |              |  |  |        |        |
|  |                  | Son Goku         | ✔️            |    |              |              |  |  |        |        |
|  | Son Goku         | Son Goku         | ✔️            | ✔️ |              |              |  |  |        |        |
|  | Son Goku         |                  |               | ✔️ |              |              |  |  |        |        |
|  | Chichi           | ❌               |               |    |              |              |  |  |        |        |
|  | Chichi           | ❌               | Son Goku      | ✔️ |              |              |  |  |        |        |
|  |                  |                  | Son Goku      | ✔️ |              |              |  |  |        |        |
|  |                  | Daemon Junior    | ❌            |    |              |              |  |  |        |        |
|  | Daemon Junior    | Daemon Junior    | ❌            | ✔️ |              |              |  |  |        |        |
|  | Daemon Junior    |                  |               | ✔️ |              |              |  |  |        |        |
|  | Krilin           | ❌               |               |    |              |              |  |  |        |        |
|  | Krilin           | ❌               | Daemon Junior | ✔️ |              |              |  |  |        |        |
|  |                  |                  | Daemon Junior | ✔️ |              |              |  |  |        |        |
|  |                  | Shen             | ❌            |    |              |              |  |  |        |        |
|  | Shen             | Shen             | ❌            | ✔️ |              |              |  |  |        |        |
|  | Shen             |                  |               | ✔️ |              |              |  |  |        |        |
|  | Yamcha           | ❌               |               |    |              |              |  |  |        |        |
|  | Yamcha           | ❌               |               |    |              |              |  |  |        |        |

### Cell Game
Ce n'est pas un véritable tournoi officiel car il est organisé par Cell pour son plaisir personnel, cependant tous les héros y participeront. Néanmoins, c'est cette idée de Cell qui permettra de relancer le tournoi officiel qui a été arrêté 15 ans auparavant.
Le Cell Game se différencie des Tenkaichi Budokai par le fait que Cell est ici l’unique adversaire. Et, bien sûr, l’enjeu n’est pas un simple titre de champion mais l’avenir de la Terre entière. Les autres règles sont conservées, excepté que tuer son adversaire n’entraîne pas la disqualification. 
Son Goku et tous ses amis se rendent à ce tournoi, décidés à empêcher Cell de nuire.
Les premiers combattants Caroni et Piroshiki se mettent tous seuls hors ring et Mr Satan en est éjecté par une simple gifle de Cell. Ce n'est qu'à partir de l'arrivée de San Goku que le combat contre Cell devient réel.
Cell ayant attendu avec impatience son combat face à Son Goku, décide de supprimer la règle de la défaite par hors-ring en détruisant l’arène de combat qu’il avait lui-même construit et ceci dans le but qu’aucun des deux combattants ne perde bêtement le combat en sortant du ring. À partir de ce moment, la défaite ne peut être annoncé que par la mort du combattant ou par son abandon. Après un long combat et à la surprise générale Son Goku abandonne: Il désigne alors fils Son Gohan pour affronter Cell. 
Durant ce combat, C-16 et Son Goku perdent la vie. Quand Cell écrase la tête de C-16, cela éveille la rage de Son Gohan et lui permet de se transformer pour la première fois en Super Saïyen 2. Cell redevenu dans sa forme intermédiaire décide alors de d’auto-détruire en se faisant exploser avec la planète. Son Goku fait alors ses adieux à ses amis et à son fils avant de se téléporter avec Cell sur la planète de Maître Kaiô. L’explosion de Cell détruit la planète de Kaio, Son Goku et son mentor…  
Mais Cell n’est pas mort et revient dans sa forme parfaite aussi puissant que Son Gohan. Il tue Trunks et blesse gravement Son Gohan à un bras. 
C’est finalement Son Gohan qui finit par venir à bout de Cell et Mr Satan qui s’attribue les mérites de la victoire devant les médias.
À la suite du Cell Game, la fédération sportive décidera de relancer les Tenkaichi Budokai.
Une version reconstituée du Cell Game, montrant Son Gohan vaincu et Mr Satan terrassant Cell, est retransmis aux spectateurs du 25e Tenkaichi Budokai, devant les yeux ébahis de Son Goku (revenu de l'haut-delà) et de ses amis.
Participants
1. Caroni, perdu par hors-ring
2. Piroshiki, perdu par hors-ring
3. Mr Satan, perdu par hors-ring
4. Son Goku, perdu par abandon
5. Son Gohan

### Tournoi inter-galactique
Ce tournoi n'apparaît que dans le film Dragon Ball Z : Les Mercenaires de l'espace. Il permet de représenter les meilleurs combattants du monde entier et est organisé par M. Multimillionnaire, l'homme le plus riche du monde.
Les éliminatoires pour déterminer les huit participants parmi les 200 concurrents se font sous la forme de Battle Royale en huit groupes de 25 personnes.
Après les quarts-de-finale, chaque combattant doit se rendre dans une des quatre Battle Zone où l'attend un des quatre guerriers inter-galactiques (des élèves de Mr Satan déguisé en extraterrestre). Une fois vaincu, celui qui prend l'ascenseur en premier pour rejoindre l'arène principale est déclaré vainqueur.
|  | Quarts-de-finale | Quarts-de-finale |  |  | Demi-finales | Demi-finales |  |  | Finale | Finale |
|  | Quarts-de-finale | Quarts-de-finale |  |  | Demi-finales | Demi-finales |  |  | Finale | Finale |
|  |                  |                  |  |  |              |              |  |  |        |        |
|  |                  |                  |  |  |              |              |  |  |        |        |
|  |                  |                  |  |  |              |              |  |  |        |        |
|  | Doskoï           | ✔️               |  |  |              |              |  |  |        |        |
|  | Doskoï           | ✔️               |  |  |              |              |  |  |        |        |
|  | Kang Fûn         | ❌               |  |  |              |              |  |  |        |        |
|  | Kang Fûn         | ❌               |  |  |              |              |  |  |        |        |
|  |                  |                  |  |  |              |              |  |  |        |        |
|  |                  |                  |  |  |              |              |  |  |        |        |
|  | Piccolo          | ❌               |  |  |              |              |  |  |        |        |
|  | Piccolo          | ❌               |  |  |              |              |  |  |        |        |
|  | Krilin           | ✔️               |  |  |              |              |  |  |        |        |
|  | Krilin           | ✔️               |  |  |              |              |  |  |        |        |
|  |                  |                  |  |  |              |              |  |  |        |        |
|  |                  |                  |  |  |              |              |  |  |        |        |
|  | Ten Shin Han     | ❌               |  |  |              |              |  |  |        |        |
|  | Ten Shin Han     | ❌               |  |  |              |              |  |  |        |        |
|  | Trunks           | ✔️               |  |  |              |              |  |  |        |        |
|  | Trunks           | ✔️               |  |  |              |              |  |  |        |        |
|  |                  |                  |  |  |              |              |  |  |        |        |
|  |                  |                  |  |  |              |              |  |  |        |        |
|  | Udo              | ❌               |  |  |              |              |  |  |        |        |
|  | Udo              | ❌               |  |  |              |              |  |  |        |        |
|  | Son Gohan        | ✔️               |  |  |              |              |  |  |        |        |
|  | Son Gohan        | ✔️               |  |  |              |              |  |  |        |        |

### Tournoi de l’autre-monde
Ce tournoi n'apparaît que dans l'anime Dragon Ball Z. Il permet de représenter les meilleurs combattants de l'autre-monde. Chaque galaxie vient avec 68 combattants qui feront 2 sélections avec 34 combattants. À la fin, un ou plusieurs combattants représentera chaque galaxie et devront combattre contre les autres combattants d'une autre galaxie.
Les sélectionnées sont Frog et Tolby pour la galaxie du Sud, Aqua pour la galaxie de l'Est, Olibu et Son Goku pour la galaxie du Nord et Maraiko, Tapika et Paikûhan pour la galaxie de l'Ouest.
Lors de la finale, Paikûhan et Son Goku se sont tous les deux projetés dans les airs jusqu'à toucher le plafond de la salle. Or, d'après les règles du tournoi de l'autre-monde, toucher le plafond équivaut à toucher le sol et représente donc un hors-ring. Comme les deux combattants ont touché le plafond en même temps, ils ont tous les deux été disqualifiés.
|  | Quarts-de-finale | Quarts-de-finale |          |    | Demi-finales | Demi-finales |  |  | Finale | Finale |
|  | Quarts-de-finale | Quarts-de-finale |          |    | Demi-finales | Demi-finales |  |  | Finale | Finale |
|  |                  |                  |          |    |              |              |  |  |        |        |
|  | 1er match        | 1er match        |          |    | 2e match     | 2e match     |  |  |        |        |
|  | 1er match        | 1er match        |          |    | 2e match     | 2e match     |  |  |        |        |
|  | Tolby            | ✔️               |          |    | 2e match     | 2e match     |  |  |        |        |
|  | Tolby            | ✔️               |          |    | 2e match     | 2e match     |  |  |        |        |
|  | Tapika           | abandon          |          |    | 2e match     | 2e match     |  |  |        |        |
|  | Tapika           | abandon          | Tolby    | ❌ |              |              |  |  |        |        |
|  | 4e match         |                  | Tolby    | ❌ |              |              |  |  |        |        |
|  |                  | Paikûhan         | ✔️       |    |              |              |  |  |        |        |
|  | Olibu            | Paikûhan         | ✔️       | ❌ |              |              |  |  |        |        |
|  | Olibu            |                  |          | ❌ |              |              |  |  |        |        |
|  | Paikûhan         | ✔️               |          |    |              |              |  |  |        |        |
|  | Paikûhan         | ✔️               | Paikûhan | ❌ |              |              |  |  |        |        |
|  | 2e match         |                  | Paikûhan | ❌ |              |              |  |  |        |        |
|  |                  | Son Goku         | ❌       |    |              |              |  |  |        |        |
|  | Frog             | Son Goku         | ❌       | ❌ |              |              |  |  |        |        |
|  | Frog             | 1er match        |          | ❌ |              |              |  |  |        |        |
|  | Maraiko          | ✔️               |          |    |              |              |  |  |        |        |
|  | Maraiko          | ✔️               | Maraiko  | ❌ |              |              |  |  |        |        |
|  | 3e match         |                  | Maraiko  | ❌ |              |              |  |  |        |        |
|  |                  | Son Goku         | ✔️       |    |              |              |  |  |        |        |
|  | Aqua             | Son Goku         | ✔️       | ❌ |              |              |  |  |        |        |
|  | Aqua             |                  |          | ❌ |              |              |  |  |        |        |
|  | Son Goku         | ✔️               |          |    |              |              |  |  |        |        |
|  | Son Goku         | ✔️               |          |    |              |              |  |  |        |        |

### 24etournoi
Même si c'est Cell qui a relancé l'idée de tournois mondiaux d'arts martiaux avec son Cell Game trois ans plus tôt, ce tournoi est considéré comme la reprise officielle des Tenkaichi Budokai depuis le combat opposant Piccolo à Son Goku, 10 ans plus tôt. Aucun des héros ne prend part à ce tournoi. Celui-ci est remporté par Mr Satan et par sa fille Videl dans la catégorie junior. Les participants sont Yam, Spopovitch et Mighty Mask.

### 25etournoi
Mr Satan remporte ce Tenkaichi Budokai après avoir dû promettre à C-18 qu'il lui laissera la prime du vainqueur.
Dans la catégorie junior de ce tournoi, Son Goten et Trunks s'affrontent en finale. Trunks l'emporte sur Son Goten, dont il est l'aîné d'un an.
Ce tournoi se déroule en deux phases : tout d'abord les concurrents doivent réaliser un score avec la machine à coup de poings puis les 16 meilleurs sont qualifiés. Ensuite, ces 16 participants s'affrontent dans des matchs à élimination directe. Le premier combat oppose Krilin à Puntar, un homme de 300 kg. Krilin l'emporte sans problème. Son prochain adversaire sera Kaio Shin. En effet, Daemon Junior a préféré abandonner sans combattre contre ce dernier. Dans le troisième combat opposant Spopovitch à Videl, le premier l'emporte après avoir laissé Videl dominer le début du combat. Son adversaire devait être Kibito ou Son Gohan mais le tournoi est interrompu.
En effet, Spopovitch et Yam prélèvent de l'énergie à Son Gohan pour Boo. Kaio Shin, Goku, Daemon Junior, Vegeta et Krilin qui seront suivis par Son Gohan et Kibito se lancent à leur poursuite. Dans l'autre partie du tableau, on trouve Mr Satan qui devait affronter C-18. Le vainqueur de ce match devait rencontrer en quart le vainqueur du choc opposant Goku à Vegeta. Pour pallier l'absence des concurrents, un nouveau tournoi est organisé entre les 5 participants restants : Mr Satan, C-18, le guerrier masqué (qui est en fait Son Goten et Trunks, ces derniers ayant usurpé son identité pour participer au tournoi adulte), Killer et Jewel. Ces 5 combattants vont s'affronter en même temps et le dernier sera déclaré vainqueur. Jewel et Killer qui voulaient d'abord s'unir à C-18 et au guerrier masqué sont attaqués par ces derniers et sont facilement battus (Killer par le guerrier masqué et Jewel par C-18). Le guerrier masqué et C-18 s'affrontent ensuite. En difficulté, Trunks et Son Goten se transforment en super guerrier et semblent prendre le dessus, mais ils sont démasqués et disqualifiés. C-18 propose ensuite à Mr Satan de le laisser gagner contre 20 millions (la récompense du tournoi étant de 10 millions). Après un simulacre de combat, Mr Satan conserve son titre.
Pré-sélections
- Participant no ? : 137 points (Mr Satan)
- Participant no 6 : 97 points
- Participant no 16 : 77 points
- Participant no 83 : 112 points
- Participant no 84 : 774 puis 203 points (C-18)
- Participant no 85 : 192 points (Krilin)
- Participant no 86 : 186 points (Son Goku)
- Participant no 87 : 210 points (Daemon Junior)
- Participant no ? : machine détruite (Vegeta)

Tournoi
|  | Huitièmes de finale | Huitièmes de finale |            |         | Quarts de finale | Quarts de finale |  |  | Demi-finales | Demi-finales |  |  | Finale | Finale |
|  | Huitièmes de finale | Huitièmes de finale |            |         | Quarts de finale | Quarts de finale |  |  | Demi-finales | Demi-finales |  |  | Finale | Finale |
|  |                     |                     |            |         |                  |                  |  |  |              |              |  |  |        |        |
|  |                     |                     |            |         |                  |                  |  |  |              |              |  |  |        |        |
|  |                     |                     |            |         |                  |                  |  |  |              |              |  |  |        |        |
|  | Krilin              | ✔️                  |            |         |                  |                  |  |  |              |              |  |  |        |        |
|  | Krilin              | ✔️                  |            |         |                  |                  |  |  |              |              |  |  |        |        |
|  | Puntar              | ❌                  |            |         |                  |                  |  |  |              |              |  |  |        |        |
|  | Puntar              | ❌                  | Krilin     | abandon |                  |                  |  |  |              |              |  |  |        |        |
|  |                     |                     | Krilin     | abandon |                  |                  |  |  |              |              |  |  |        |        |
|  |                     | Shin                | abandon    |         |                  |                  |  |  |              |              |  |  |        |        |
|  | Shin                | Shin                | abandon    | ✔️      |                  |                  |  |  |              |              |  |  |        |        |
|  | Shin                |                     |            | ✔️      |                  |                  |  |  |              |              |  |  |        |        |
|  | Daemon Junior       | abandon             |            |         |                  |                  |  |  |              |              |  |  |        |        |
|  | Daemon Junior       | abandon             |            |         |                  |                  |  |  |              |              |  |  |        |        |
|  |                     |                     |            |         |                  |                  |  |  |              |              |  |  |        |        |
|  |                     |                     |            |         |                  |                  |  |  |              |              |  |  |        |        |
|  | Videl               | ❌                  |            |         |                  |                  |  |  |              |              |  |  |        |        |
|  | Videl               | ❌                  |            |         |                  |                  |  |  |              |              |  |  |        |        |
|  | Spopovitch          | ✔️                  |            |         |                  |                  |  |  |              |              |  |  |        |        |
|  | Spopovitch          | ✔️                  | Spopovitch | abandon |                  |                  |  |  |              |              |  |  |        |        |
|  |                     |                     | Spopovitch | abandon |                  |                  |  |  |              |              |  |  |        |        |
|  |                     |                     |            |         |                  |                  |  |  |              |              |  |  |        |        |
|  | Kibito              | abandon             |            |         |                  |                  |  |  |              |              |  |  |        |        |
|  | Kibito              | abandon             |            |         |                  |                  |  |  |              |              |  |  |        |        |
|  | Great Saiyaman      | abandon             |            |         |                  |                  |  |  |              |              |  |  |        |        |
|  | Great Saiyaman      | abandon             |            |         |                  |                  |  |  |              |              |  |  |        |        |
|  |                     |                     |            |         |                  |                  |  |  |              |              |  |  |        |        |
|  |                     |                     |            |         |                  |                  |  |  |              |              |  |  |        |        |
|  | C-18                | BR                  |            |         |                  |                  |  |  |              |              |  |  |        |        |
|  | C-18                | BR                  |            |         |                  |                  |  |  |              |              |  |  |        |        |
|  | Mr Satan            | BR                  |            |         |                  |                  |  |  |              |              |  |  |        |        |
|  | Mr Satan            | BR                  |            |         |                  |                  |  |  |              |              |  |  |        |        |
|  |                     |                     |            |         |                  |                  |  |  |              |              |  |  |        |        |
|  |                     |                     |            |         |                  |                  |  |  |              |              |  |  |        |        |
|  | Son Goku            | abandon             |            |         |                  |                  |  |  |              |              |  |  |        |        |
|  | Son Goku            | abandon             |            |         |                  |                  |  |  |              |              |  |  |        |        |
|  | Vegeta              | abandon             |            |         |                  |                  |  |  |              |              |  |  |        |        |
|  | Vegeta              | abandon             |            |         |                  |                  |  |  |              |              |  |  |        |        |
|  |                     |                     |            |         |                  |                  |  |  |              |              |  |  |        |        |
|  |                     |                     |            |         |                  |                  |  |  |              |              |  |  |        |        |
|  | Mighty Mask         | BR                  |            |         |                  |                  |  |  |              |              |  |  |        |        |
|  | Mighty Mask         | BR                  |            |         |                  |                  |  |  |              |              |  |  |        |        |
|  | Killer              | BR                  |            |         |                  |                  |  |  |              |              |  |  |        |        |
|  | Killer              | BR                  |            |         |                  |                  |  |  |              |              |  |  |        |        |
|  |                     |                     |            |         |                  |                  |  |  |              |              |  |  |        |        |
|  |                     | Jewel               | BR         |         |                  |                  |  |  |              |              |  |  |        |        |
|  | Yam                 | Jewel               | BR         | abandon |                  |                  |  |  |              |              |  |  |        |        |
|  | Yam                 |                     |            | abandon |                  |                  |  |  |              |              |  |  |        |        |
|  | Jewel               | ✔️                  |            |         |                  |                  |  |  |              |              |  |  |        |        |
|  | Jewel               | ✔️                  |            |         |                  |                  |  |  |              |              |  |  |        |        |

Battle Royal
1. Jewel, perdu par hors-ring
2. Killer, perdu par hors-ring
3. Mighty Mask, disqualifié
4. C-18, perdue par hors-ring
5. Mr Satan

### 26etournoi
Non montré dans l'anime ou le manga, mais on sait que Mr Satan gagne et Boo arrive second.

### 27etournoi
À nouveau, Mr Satan gagne et Boo arrive second.

### 28etournoi
Le dernier du manga Dragon Ball, Son Goku part avec Oob pour l'entraîner. La fin de ce tournoi n'est pas montrée dans le manga.
|  | Huitièmes de finale | Huitièmes de finale |          |         | Quarts de finale | Quarts de finale |  |  | Demi-finales | Demi-finales |  |  | Finale | Finale |
|  | Huitièmes de finale | Huitièmes de finale |          |         | Quarts de finale | Quarts de finale |  |  | Demi-finales | Demi-finales |  |  | Finale | Finale |
|  |                     |                     |          |         |                  |                  |  |  |              |              |  |  |        |        |
|  |                     |                     |          |         |                  |                  |  |  |              |              |  |  |        |        |
|  |                     |                     |          |         |                  |                  |  |  |              |              |  |  |        |        |
|  | Pan                 | ✔️                  |          |         |                  |                  |  |  |              |              |  |  |        |        |
|  | Pan                 | ✔️                  |          |         |                  |                  |  |  |              |              |  |  |        |        |
|  | Mo Kekko            | ❌                  |          |         |                  |                  |  |  |              |              |  |  |        |        |
|  | Mo Kekko            | ❌                  | Pan      | ✔️      |                  |                  |  |  |              |              |  |  |        |        |
|  |                     |                     | Pan      | ✔️      |                  |                  |  |  |              |              |  |  |        |        |
|  |                     |                     |          |         |                  |                  |  |  |              |              |  |  |        |        |
|  | Son Goku            | abandon             |          |         |                  |                  |  |  |              |              |  |  |        |        |
|  | Son Goku            | abandon             |          |         |                  |                  |  |  |              |              |  |  |        |        |
|  | Oob                 | abandon             |          |         |                  |                  |  |  |              |              |  |  |        |        |
|  | Oob                 | abandon             | Pan      | ✔️      |                  |                  |  |  |              |              |  |  |        |        |
|  |                     |                     | Pan      | ✔️      |                  |                  |  |  |              |              |  |  |        |        |
|  |                     | Son Goten           | ❌       |         |                  |                  |  |  |              |              |  |  |        |        |
|  | Captain Chicken     | Son Goten           | ❌       | abandon |                  |                  |  |  |              |              |  |  |        |        |
|  | Captain Chicken     |                     |          | abandon |                  |                  |  |  |              |              |  |  |        |        |
|  | Killerno            | ✔️                  |          |         |                  |                  |  |  |              |              |  |  |        |        |
|  | Killerno            | ✔️                  | Killerno | ❌      |                  |                  |  |  |              |              |  |  |        |        |
|  |                     |                     | Killerno | ❌      |                  |                  |  |  |              |              |  |  |        |        |
|  |                     | Son Goten           | ✔️       |         |                  |                  |  |  |              |              |  |  |        |        |
|  | Mister Boo          | Son Goten           | ✔️       | ❌      |                  |                  |  |  |              |              |  |  |        |        |
|  | Mister Boo          |                     |          | ❌      |                  |                  |  |  |              |              |  |  |        |        |
|  | Son Goten           | ✔️                  |          |         |                  |                  |  |  |              |              |  |  |        |        |
|  | Son Goten           | ✔️                  | Pan      |         |                  |                  |  |  |              |              |  |  |        |        |
|  |                     |                     |          |         |                  |                  |  |  |              |              |  |  |        |        |
|  |                     | Inconnu             |          |         |                  |                  |  |  |              |              |  |  |        |        |
|  | Trunks              | ✔️                  |          |         |                  |                  |  |  |              |              |  |  |        |        |
|  | Trunks              | ✔️                  |          |         |                  |                  |  |  |              |              |  |  |        |        |
|  | Otokosky            | ❌                  |          |         |                  |                  |  |  |              |              |  |  |        |        |
|  | Otokosky            | ❌                  | Trunks   | ✔️      |                  |                  |  |  |              |              |  |  |        |        |
|  |                     |                     | Trunks   | ✔️      |                  |                  |  |  |              |              |  |  |        |        |
|  |                     | Vegeta              | "abandon |         |                  |                  |  |  |              |              |  |  |        |        |
|  | Knock               | Vegeta              | "abandon | abandon |                  |                  |  |  |              |              |  |  |        |        |
|  | Knock               |                     |          | abandon |                  |                  |  |  |              |              |  |  |        |        |
|  | Vegeta              | ✔️                  |          |         |                  |                  |  |  |              |              |  |  |        |        |
|  | Vegeta              | ✔️                  | Inconnu  | ✔️      |                  |                  |  |  |              |              |  |  |        |        |
|  |                     |                     | Inconnu  | ✔️      |                  |                  |  |  |              |              |  |  |        |        |
|  |                     | Aucun               |          |         |                  |                  |  |  |              |              |  |  |        |        |
|  | Aucun               |                     |          |         |                  |                  |  |  |              |              |  |  |        |        |
|  |                     |                     |          |         |                  |                  |  |  |              |              |  |  |        |        |
|  | Aucun               |                     |          |         |                  |                  |  |  |              |              |  |  |        |        |
|  | Aucun               |                     |          |         |                  |                  |  |  |              |              |  |  |        |        |
|  |                     |                     |          |         |                  |                  |  |  |              |              |  |  |        |        |
|  |                     | Aucun               |          |         |                  |                  |  |  |              |              |  |  |        |        |
|  | Aucun               |                     |          |         |                  |                  |  |  |              |              |  |  |        |        |
|  |                     |                     |          |         |                  |                  |  |  |              |              |  |  |        |        |
|  | Aucun               |                     |          |         |                  |                  |  |  |              |              |  |  |        |        |
|  |                     |                     |          |         |                  |                  |  |  |              |              |  |  |        |        |

### 31e tournoi
Ce Tenkaichi Budokai se déroule durant la série télévisée Dragon Ball GT faisant suite alternative au manga, juste avant la saga Super C-17. Son Goku arrive second de la catégorie enfants, et Mr Satan gagne face à Papayaman (Oob déguisé) en finale adultes. Pan abandonne car elle a peur de ressembler à Satan.
Enfant
|  | Huitièmes de finale    | Huitièmes de finale |                        |    | Quarts de finale | Quarts de finale |  |  | Demi-finales | Demi-finales |  |  | Finale | Finale |
|  | Huitièmes de finale    | Huitièmes de finale |                        |    | Quarts de finale | Quarts de finale |  |  | Demi-finales | Demi-finales |  |  | Finale | Finale |
|  |                        |                     |                        |    |                  |                  |  |  |              |              |  |  |        |        |
|  |                        |                     |                        |    |                  |                  |  |  |              |              |  |  |        |        |
|  |                        |                     |                        |    |                  |                  |  |  |              |              |  |  |        |        |
|  | Inconnu                |                     |                        |    |                  |                  |  |  |              |              |  |  |        |        |
|  |                        |                     |                        |    |                  |                  |  |  |              |              |  |  |        |        |
|  | Inconnu                |                     |                        |    |                  |                  |  |  |              |              |  |  |        |        |
|  | Inconnu                |                     |                        |    |                  |                  |  |  |              |              |  |  |        |        |
|  |                        |                     |                        |    |                  |                  |  |  |              |              |  |  |        |        |
|  |                        | Inconnu             |                        |    |                  |                  |  |  |              |              |  |  |        |        |
|  | Inconnu                |                     |                        |    |                  |                  |  |  |              |              |  |  |        |        |
|  |                        |                     |                        |    |                  |                  |  |  |              |              |  |  |        |        |
|  | Inconnu                |                     |                        |    |                  |                  |  |  |              |              |  |  |        |        |
|  | Inconnu                | ❌                  |                        |    |                  |                  |  |  |              |              |  |  |        |        |
|  | Inconnu                | ❌                  |                        |    |                  |                  |  |  |              |              |  |  |        |        |
|  |                        | Magure              | ✔️                     |    |                  |                  |  |  |              |              |  |  |        |        |
|  | Inconnu                | Magure              | ✔️                     |    |                  |                  |  |  |              |              |  |  |        |        |
|  |                        |                     |                        |    |                  |                  |  |  |              |              |  |  |        |        |
|  | Inconnu                |                     |                        |    |                  |                  |  |  |              |              |  |  |        |        |
|  | Inconnu                | ❌                  |                        |    |                  |                  |  |  |              |              |  |  |        |        |
|  | Inconnu                | ❌                  |                        |    |                  |                  |  |  |              |              |  |  |        |        |
|  |                        | Magure              | ✔️                     |    |                  |                  |  |  |              |              |  |  |        |        |
|  | Inconnu                | Magure              | ✔️                     | ❌ |                  |                  |  |  |              |              |  |  |        |        |
|  | Inconnu                |                     |                        | ❌ |                  |                  |  |  |              |              |  |  |        |        |
|  | Magure                 | ✔️                  |                        |    |                  |                  |  |  |              |              |  |  |        |        |
|  | Magure                 | ✔️                  | Magure                 | ✔️ |                  |                  |  |  |              |              |  |  |        |        |
|  |                        |                     | Magure                 | ✔️ |                  |                  |  |  |              |              |  |  |        |        |
|  |                        | Son Goku            | ❌                     |    |                  |                  |  |  |              |              |  |  |        |        |
|  | Enfant en kimono blanc | Son Goku            | ❌                     | ✔️ |                  |                  |  |  |              |              |  |  |        |        |
|  | Enfant en kimono blanc |                     |                        | ✔️ |                  |                  |  |  |              |              |  |  |        |        |
|  | Inconnu                | ❌                  |                        |    |                  |                  |  |  |              |              |  |  |        |        |
|  | Inconnu                | ❌                  | Enfant en kimono blanc | ✔️ |                  |                  |  |  |              |              |  |  |        |        |
|  |                        |                     | Enfant en kimono blanc | ✔️ |                  |                  |  |  |              |              |  |  |        |        |
|  |                        | Inconnu             | ❌                     |    |                  |                  |  |  |              |              |  |  |        |        |
|  | Inconnu                | Inconnu             | ❌                     |    |                  |                  |  |  |              |              |  |  |        |        |
|  |                        |                     |                        |    |                  |                  |  |  |              |              |  |  |        |        |
|  | Inconnu                |                     |                        |    |                  |                  |  |  |              |              |  |  |        |        |
|  | Enfant en kimono blanc | ❌                  |                        |    |                  |                  |  |  |              |              |  |  |        |        |
|  | Enfant en kimono blanc | ❌                  |                        |    |                  |                  |  |  |              |              |  |  |        |        |
|  |                        | Son Goku            | ✔️                     |    |                  |                  |  |  |              |              |  |  |        |        |
|  | Inconnu                | Son Goku            | ✔️                     |    |                  |                  |  |  |              |              |  |  |        |        |
|  |                        |                     |                        |    |                  |                  |  |  |              |              |  |  |        |        |
|  | Inconnu                |                     |                        |    |                  |                  |  |  |              |              |  |  |        |        |
|  | Inconnu                | ❌                  |                        |    |                  |                  |  |  |              |              |  |  |        |        |
|  | Inconnu                | ❌                  |                        |    |                  |                  |  |  |              |              |  |  |        |        |
|  |                        | Son Goku            | ✔️                     |    |                  |                  |  |  |              |              |  |  |        |        |
|  | Inconnu                | Son Goku            | ✔️                     | ❌ |                  |                  |  |  |              |              |  |  |        |        |
|  | Inconnu                |                     |                        | ❌ |                  |                  |  |  |              |              |  |  |        |        |
|  | Son Goku               | ✔️                  |                        |    |                  |                  |  |  |              |              |  |  |        |        |
|  | Son Goku               | ✔️                  |                        |    |                  |                  |  |  |              |              |  |  |        |        |

Adulte
|  | Huitièmes de finale | Huitièmes de finale |           |    | Quarts de finale | Quarts de finale |  |  | Demi-finales | Demi-finales |  |  | Finale | Finale |
|  | Huitièmes de finale | Huitièmes de finale |           |    | Quarts de finale | Quarts de finale |  |  | Demi-finales | Demi-finales |  |  | Finale | Finale |
|  |                     |                     |           |    |                  |                  |  |  |              |              |  |  |        |        |
|  |                     |                     |           |    |                  |                  |  |  |              |              |  |  |        |        |
|  |                     |                     |           |    |                  |                  |  |  |              |              |  |  |        |        |
|  | Ebitchiri           | ✔️                  |           |    |                  |                  |  |  |              |              |  |  |        |        |
|  | Ebitchiri           | ✔️                  |           |    |                  |                  |  |  |              |              |  |  |        |        |
|  | Inconnu             | ❌                  |           |    |                  |                  |  |  |              |              |  |  |        |        |
|  | Inconnu             | ❌                  | Ebitchiri | ✔️ |                  |                  |  |  |              |              |  |  |        |        |
|  |                     |                     | Ebitchiri | ✔️ |                  |                  |  |  |              |              |  |  |        |        |
|  |                     | Inconnu             | ❌        |    |                  |                  |  |  |              |              |  |  |        |        |
|  | Inconnu             | Inconnu             | ❌        |    |                  |                  |  |  |              |              |  |  |        |        |
|  |                     |                     |           |    |                  |                  |  |  |              |              |  |  |        |        |
|  | Inconnu             |                     |           |    |                  |                  |  |  |              |              |  |  |        |        |
|  | Ebitchiri           | ❌                  |           |    |                  |                  |  |  |              |              |  |  |        |        |
|  | Ebitchiri           | ❌                  |           |    |                  |                  |  |  |              |              |  |  |        |        |
|  |                     | Papayaman           | ✔️        |    |                  |                  |  |  |              |              |  |  |        |        |
|  | Boxeur              | Papayaman           | ✔️        | ✔️ |                  |                  |  |  |              |              |  |  |        |        |
|  | Boxeur              |                     |           | ✔️ |                  |                  |  |  |              |              |  |  |        |        |
|  | Inconnu             | ❌                  |           |    |                  |                  |  |  |              |              |  |  |        |        |
|  | Inconnu             | ❌                  | Boxeur    | ❌ |                  |                  |  |  |              |              |  |  |        |        |
|  |                     |                     | Boxeur    | ❌ |                  |                  |  |  |              |              |  |  |        |        |
|  |                     | Papayaman           | ✔️        |    |                  |                  |  |  |              |              |  |  |        |        |
|  | Inconnu             | Papayaman           | ✔️        | ❌ |                  |                  |  |  |              |              |  |  |        |        |
|  | Inconnu             |                     |           | ❌ |                  |                  |  |  |              |              |  |  |        |        |
|  | Papayaman           | ✔️                  |           |    |                  |                  |  |  |              |              |  |  |        |        |
|  | Papayaman           | ✔️                  | Papayaman | ❌ |                  |                  |  |  |              |              |  |  |        |        |
|  |                     |                     | Papayaman | ❌ |                  |                  |  |  |              |              |  |  |        |        |
|  |                     | Mr Satan            | ✔️        |    |                  |                  |  |  |              |              |  |  |        |        |
|  | Inconnu             | Mr Satan            | ✔️        |    |                  |                  |  |  |              |              |  |  |        |        |
|  |                     |                     |           |    |                  |                  |  |  |              |              |  |  |        |        |
|  | Inconnu             |                     |           |    |                  |                  |  |  |              |              |  |  |        |        |
|  | Inconnu             | ❌                  |           |    |                  |                  |  |  |              |              |  |  |        |        |
|  | Inconnu             | ❌                  |           |    |                  |                  |  |  |              |              |  |  |        |        |
|  |                     | Kid Katsu           | ✔️        |    |                  |                  |  |  |              |              |  |  |        |        |
|  | Inconnu             | Kid Katsu           | ✔️        | ❌ |                  |                  |  |  |              |              |  |  |        |        |
|  | Inconnu             |                     |           | ❌ |                  |                  |  |  |              |              |  |  |        |        |
|  | Kid Katsu           | ✔️                  |           |    |                  |                  |  |  |              |              |  |  |        |        |
|  | Kid Katsu           | ✔️                  | Kid Katsu |    |                  |                  |  |  |              |              |  |  |        |        |
|  |                     |                     |           |    |                  |                  |  |  |              |              |  |  |        |        |
|  |                     | Super One           |           |    |                  |                  |  |  |              |              |  |  |        |        |
|  | Inconnu             |                     |           |    |                  |                  |  |  |              |              |  |  |        |        |
|  |                     |                     |           |    |                  |                  |  |  |              |              |  |  |        |        |
|  | Inconnu             |                     |           |    |                  |                  |  |  |              |              |  |  |        |        |
|  | Inconnu             | ❌                  |           |    |                  |                  |  |  |              |              |  |  |        |        |
|  | Inconnu             | ❌                  |           |    |                  |                  |  |  |              |              |  |  |        |        |
|  |                     | Super One           | ✔️        |    |                  |                  |  |  |              |              |  |  |        |        |
|  | Inconnu             | Super One           | ✔️        | ❌ |                  |                  |  |  |              |              |  |  |        |        |
|  | Inconnu             |                     |           | ❌ |                  |                  |  |  |              |              |  |  |        |        |
|  | Super One           | ✔️                  |           |    |                  |                  |  |  |              |              |  |  |        |        |
|  | Super One           | ✔️                  |           |    |                  |                  |  |  |              |              |  |  |        |        |

### 62etournoi
À la toute fin de Dragon Ball GT, Son Goku Junior et Vegeta Junior combattent sur le fameux ring 100 ans après le départ de Shenron et Son Goku.

### Source
- Cet article est partiellement ou en totalité issu de l'article intitulé « Cell Game » (voir la liste des auteurs).